# Högstena socken
Högstena socken i Västergötland ingick i Gudhems härad, ingår sedan 1974 i Falköpings kommun och motsvarar från 2016 Högstena distrikt.
Socknens areal är 11,31 kvadratkilometer varav 11,30 land. År 2000 fanns här 101 invånare.  Kyrkbyn Högstena med sockenkyrkan Högstena kyrka ligger i socknen.

## Administrativ historik
Socknen har medeltida ursprung. 
Vid kommunreformen 1862 övergick socknens ansvar för de kyrkliga frågorna till Högstena församling och för de borgerliga frågorna bildades Högstena landskommun. Landskommunen uppgick 1952 i Stenstorps landskommun som 1974 uppgick i Falköpings kommun. Församlingen uppgick 2010 i Dala-Borgunda-Högstena församling.
1 januari 2016 inrättades distriktet Högstena, med samma omfattning som församlingen hade 1999/2000.  
Socknen har tillhört län, fögderier, tingslag och domsagor enligt vad som beskrivs i artikeln Gudhems härad. De indelta soldaterna tillhörde Skaraborgs regemente Livkompaniet och Västgöta regemente, Gudhems kompani..

## Geografi
Högstena socken ligger nordost om Falköping med Plantaberget i öster. Socknen är i odlingsbygd med skogsbygd i öster där Platåberget når på 304 meter över havet.

## Fornlämningar
Boplatser, lösfynd, tolv gånggrifter och ett par hällkistor från stenåldern är funna. Från järnåldern finns gravar  och stensättningar. Två runristningar har påträfftas i kyrkan, en på en gravsten som nu finns i Edåsa kyrka.

## Namnet
Namnet skrevs 1300 Hösteen och kommer från kyrkbyn. Namnet innehåller hös, 'hududskål' här i betydelsen gravhög och sten, '(samling av) stenar' syftande på någon av gånggrifterna vid kyrkan.